# Castillo de San Carlos (La Palma)
El castillo de San Carlos fue una fortificación costera situada en el municipio español de Breña Baja, en la isla de La Palma (Canarias). Desde su construcción ha recibido varias denominaciones: Fuerte o Castillo de Los Guinchos, Batería de Bajamar, Fuerte y Castillo de San Carlos.

## Historia
En 1568 existía en la zona sur de la bahía de Santa Cruz de La Palma, junto a la playa de Bajamar, en la desembocadura del barranco del Socorro (también llamado de Aguacencio), una construcción defensiva; se trataba de un baluarte construido con muro de piedra sobre una base de tierra, en cuya explanada se ubicarían tres o cuatro cañones.
Sin embargo, el 28 de noviembre de 1694, una riada destruyó casi en su totalidad el baluarte. En 1742 se ordenó su demolición y se planeó su reconstrucción en esa misma zona; el ingeniero Manuel Hernández proyectó un fuerte en un promontorio situado al sur de la anterior ubicación, en la llamada punta de Los Guinchos, y al año siguiente se inició su construcción. Limitaba al norte y al este con riscos, al sur con la finca de los herederos de Pérez Abreu y al oeste con el camino de Bajamar y la casa de Antonio Yanes.
El 15 de noviembre de 1893 fue entregado al Ayuntamiento de Breña Baja, quien lo devolvió al ejército el 8 de octubre de 1912. Al año siguiente se entregó en usufructo al vecino Enrique Sánchez y desde 1916 a su viuda Dolores Lorenzo. En 1918 el alcalde de Santa Cruz de La Palma solicitó al Ministerio de la Guerra su cesión para alojar en él a enfermos infecciosos y contagiosos, uso que mantuvo hasta 1931.
En 1943 sus restos fueron utilizados para construir el asentamiento de una de las tres piezas de artillería que formarían la batería de costa «El Cantillo» o «El Fuerte», y desde 1948 el Mando Militar de Canarias adquirió en su entorno terrenos para la construcción de un acuartelamiento, por lo que el emplazamiento del castillo quedó integrado en su recinto.

## Descripción
El castillo se situó a una altitud de 20 metros sobre el nivel del mar y se encontraba a 18 metros de la playa. Presentaba planta semicircular y explanada con capacidad para tres cañones; en el flanco izquierdo, y semienterrado, estaba el almacén de pólvora, y en el flanco derecho estaban los almacenes de municiones y alojamiento de la tropa. Su superficie total era de 5249 m² y su longitud era de 40 metros.